# Sublevación en Herat de 1979
La sublevación en Herat de 1979 fue una insurrección que tuvo lugar en la ciudad de Herat, Afganistán y sus alrededores, en marzo de 1979. Incluyó tanto un levantamiento popular como un motín de las tropas del ejército afgano contra el régimen comunista de la República Democrática de Afganistán (DRA). La República socialista al principio pidió ayuda a sus aliados soviéticos, pero el liderazgo soviético se negó a intervenir. Después de que los insurgentes tomaron y retuvieron la ciudad durante aproximadamente una semana, el régimen pudo retomarla con sus propias fuerzas, y el posterior bombardeo aéreo y reconquista de Herat dejó hasta 25.000 de sus habitantes muertos.
El levantamiento de Herat fue el peor estallido de violencia armada en el país en 50 años antes de la primera guerra civil, y fue el incidente más mortífero en el período 1978-1979 antes del inicio de la intervención soviética en Afganistán.

## Sublevación
Los hechos de Herat se dieron en un contexto más amplio de descontento contra las reformas socialistas implementadas por la DRA, de las cuales la principal fue la reforma agraria. Las reformas, además de contradecir la tradición y los principios del Islam, en muchos casos empeoraron la situación de los pobres rurales que se suponía que debían recompensar. A partir de mayo de 1978 en Nuristán, se produjeron levantamientos espontáneos en todo Afganistán contra el DRA y sus políticas.
La reforma agraria se había llevado a cabo cerca de Herat sin oposición, ya que había poca solidaridad entre los agricultores rurales y los grandes terratenientes que en su mayoría vivían en la ciudad. En este caso se cita como factor crítico la represión llevada a cabo por el Khalq contra dignatarios religiosos, incluidos Pir y Ulema, y las élites tradicionales, así como la campaña de alfabetización del gobierno, que se había convertido en polémica debido a particular a la inclusión de propaganda comunista en los cursos de alfabetización, así como a la práctica de clases mixtas.
En la provincia de Herat ya se habían producido revueltas aisladas, pero el levantamiento comenzó en serio el 15 de marzo de 1979. En los distritos circundantes, los insurgentes se reunieron alrededor de las mezquitas y, siguiendo la predicación de sus mulás, marcharon hacia la ciudad, donde se les unieron muchos. ciudadanos al atacar edificios gubernamentales y símbolos del comunismo. El régimen encargó a la 17.ª División del Ejército Afgano que sofocara la rebelión, pero esto resultó ser un error, ya que había pocos Khalqis en esa unidad en particular y, en cambio, se amotinó y se unió al levantamiento. Un pequeño grupo de soldados, funcionarios y activistas de Khalq se retiró a la Mezquita Azul de la ciudad. Los insurgentes retuvieron a Herat durante aproximadamente una semana, durante la cual la ciudad atravesó un período de anarquía. Los alborotadores deambulaban por las calles, cantando "Allahu Akbar", en busca de simpatizantes del gobierno y sarluchi (aquellos con la cabeza descubierta), lo que indica una falta de piedad; los funcionarios comunistas, en particular los maestros, fueron masacrados. El bazar fue saqueado y varios asesores soviéticos de la DRA murieron, aunque otros extranjeros se salvaron. El número exacto de soviéticos muertos durante los hechos es incierto: algunas fuentes citan cifras elevadas de hasta 200 pero según fuentes oficiales soviéticas, sólo hubo dos víctimas. Fuentes anteriores de la DRA indican que murieron 3 o 4 soviéticos, posiblemente con sus familias. Según ciertas fuentes, los cuerpos de los asesores muertos fueron paseados por la ciudad por los rebeldes, pero otras fuentes lo niegan. La rebelión no tuvo un liderazgo unificado: en el lado militar, los amotinados fueron liderados por un grupo de oficiales al mando de Sardar Jagran y Rasul Baloch, que también incluía a Ismail Khan y Alauddin Khan, que estaban asociados con el partido Jamiat-e Islami. Ismail Khan, quien más tarde se convirtió en Amir de las fuerzas de Jamiat-e Islami en la provincia de Herat y un importante comandante muyahidín, no desempeñó un papel de liderazgo en la revuelta, como luego afirmaron sus partidarios. Entre los insurgentes civiles, la situación era más confusa, aunque algunas figuras locales desempeñaron un papel importante: Gul Mohammad, un Barakzai pashtún de Gozargah, y Kamar-i Dozd y Shir Aga Shongar, dos ex convictos, encabezaron grandes grupos de insurgentes. La rebelión invadió todos los distritos alrededor de Herat, excepto Obeh y Pashtun Zarghun, donde los puestos de mando del gobierno resistieron, y se extendió unos días después a la provincia de Badghis, y luego a otras provincias vecinas.
Después del impacto inicial de perder una ciudad importante y la deserción de toda una división, la DRA reaccionó sin piedad. Las brigadas blindadas 4 y 15 fueron enviadas desde Pul-e-Charki, pero debido a la distancia que tenían que viajar, Hafizullah Amin ordenó al general de división Sayyed Mukharam, comandante de la guarnición de Kandahar, que enviara una fuerza blindada que pudiera llegar a Herat más rápido. La columna de Mukharam de 30 tanques y 300 hombres llegó a Herat el 20 de marzo, ondeando banderas verdes y Corán, lo que indujo a los insurgentes a creer que la rebelión se había extendido por todo el país. De este modo, se permitió a las tropas de Khalq pasar y reconquistar la ciudad. Luego, las fuerzas gubernamentales sometieron a Herat a un bombardeo aéreo con bombarderos Ilyushin Il-28 que volaban desde la base aérea de Shindand, durante el cual la ciudad sufrió graves daños y miles de Heratis murieron, aunque el número exacto de muertos es incierto: el más bajo la estimación es de 3.000 a 4.000 muertos, mientras que la estimación del caso más alto alcanza los 25.000 muertos. En 1992 se descubrió una fosa común que contenía 2.000 cuerpos de los muertos por la represión del DRA.

## Consecuencias
Los acontecimientos de Herat hicieron que los líderes soviéticos se dieran cuenta de que sus aliados afganos estaban en crisis. Las reiteradas demandas de Nur Muhammad Taraki, presidente de la DRA, de asistencia militar soviética para sofocar la revuelta, provocaron una serie de reuniones secretas del Politburó. Una de esas reuniones tuvo lugar el 17 de marzo, durante la cual el canciller Gromiko reconoció que el DRA se enfrentaba a "miles" de insurgentes, pero, de acuerdo con la Doctrina Brézhnev, afirmó la "proposición fundamental" de que "bajo ninguna circunstancia podemos perder Afganistán". . Otro miembro del Politburó, Alexei Kosygin, expresó su desconfianza en la dirección de la DRA, afirmando que "Amin y Taraki por igual nos ocultan el verdadero estado de cosas". En una conversación telefónica con Kosygin al día siguiente, Taraki se quejó de que ya no podía depender de las fuerzas armadas afganas, ni siquiera de las que estaban entrenadas en la Unión Soviética, y sus súplicas de ayuda se volvieron aún más apremiantes: solicitó que los soldados soviéticos de la Unión Soviética Las repúblicas de Asia Central (muchas de las cuales estaban habitadas por los mismos grupos étnicos que también se encuentran en Afganistán) podrían introducirse de contrabando en Afganistán con atuendos afganos. Sin embargo, estas solicitudes fueron en vano, y el Politburó inicialmente se movió hacia una política de no intervención, que luego fue validada por Brezhnev. Cuando Taraki visitó Moscú el 20 de marzo, Kosygin le explicó la política soviética con respecto a Afganistán:

... estudiamos cuidadosamente todos los aspectos de esta acción y llegamos a la conclusión de que si se introducían nuestras tropas, la situación en su país no solo no mejoraría, sino que empeoraría. No se puede negar que nuestras tropas tendrían que luchar no solo con agresores extranjeros, sino también con cierto número de su gente. Y la gente no perdona esas cosas.

Sin embargo, los soviéticos aumentaron su asistencia militar en los meses siguientes al enviar grandes cantidades de equipo, incluidos tanques T-62, cazas MiG-21 y helicópteros de ataque Mi-24, junto con asesores adicionales para darles servicio. A pesar de esto, la situación de las fuerzas armadas afganas siguió deteriorándose, con motines ocurridos en Jalalabad, Asmar, Ghazni, Nahrin, y en agosto de 1979, el levantamiento de Bala Hissar en la fortaleza homónima de Kabul. Aunque todos estos fueron sofocados, la debilidad de los militares contribuyó significativamente a la expansión de la insurgencia. El 24 de diciembre de 1979, bajo Leonid Brézhnev, la Unión Soviética desplegó el 40.º Ejército soviético, comenzando el inicio de la guerra afgano-soviética.

## Interpretaciones
La DRA intentó presentar el levantamiento como organizado por Irán, que ocurrió un mes después de la Revolución iraní. Las relaciones entre el Irán del ayatolá Ruhollah Jomeiní y el Afganistán socialista eran tensas, y el liderazgo del Partido Democrático Popular de Afganistán sospechaba una colusión entre los ayatolás iraníes y las comunidades chiitas de Herat, que constituían la mitad de la población de la ciudad. En un movimiento de propaganda, el régimen aprovechó el regreso de 4.000 trabajadores afganos de Irán para afirmar que Herat había sido infiltrada por iraníes vestidos de afganos.
Como manifestación de las fuerzas sociales y políticas que actúan en Afganistán, el levantamiento de Herat fue objeto de investigación académica, que ha ofrecido explicaciones contradictorias. Giorgio Vercellin presentó el levantamiento como un movimiento anti-pastún, impulsado por el resentimiento de las comunidades de habla persa contra los colonos pastún. Esta versión es rechazada tanto por Olivier Roy como por Gilles Dorronsoro, este último señalando que ciertas figuras del levantamiento, como Gul Muhammad, eran de etnia pastún, y que la revuelta se apoderó igualmente en áreas habitadas por pastunes.
Según Olivier Roy, la rebelión de Herat fue un ejemplo de rebelión organizada, a diferencia de las revueltas espontáneas contra el gobierno que ocurrieron en otras partes del país. Roy considera que los hechos de Herat llevan el sello de la estrategia desarrollada por Burhanuddin Rabbani, líder del partido islamista Jamiati Islami, consistente en un golpe militar de partidarios infiltrados en el Ejército, apoyado por un levantamiento popular. Para apoyar esta tesis, Roy señala las acciones de los agentes de Jamiat en el ejército (Ismail Khan y Alauddin Khan) y los vínculos entre Jamiat y el mawlawi que predicaba a los insurgentes. Dorronsoro impugnó esta interpretación, basándose en el papel relativamente menor desempeñado por los agentes de Jamiat. Si bien la oficina de Jamiat en Mashhad había abierto comunicaciones con oficiales de la 17.ª División varias semanas antes de los eventos, los líderes reales del motín no estaban alineados con ese partido (según Dorronsoro, uno de los dos cabecillas principales era maoísta). Además, la falta de coordinación entre militares y civiles insurgentes y la naturaleza generalmente caótica e impredecible del levantamiento indican, en su opinión, que fue más espontáneo que premeditado.